# Chomout

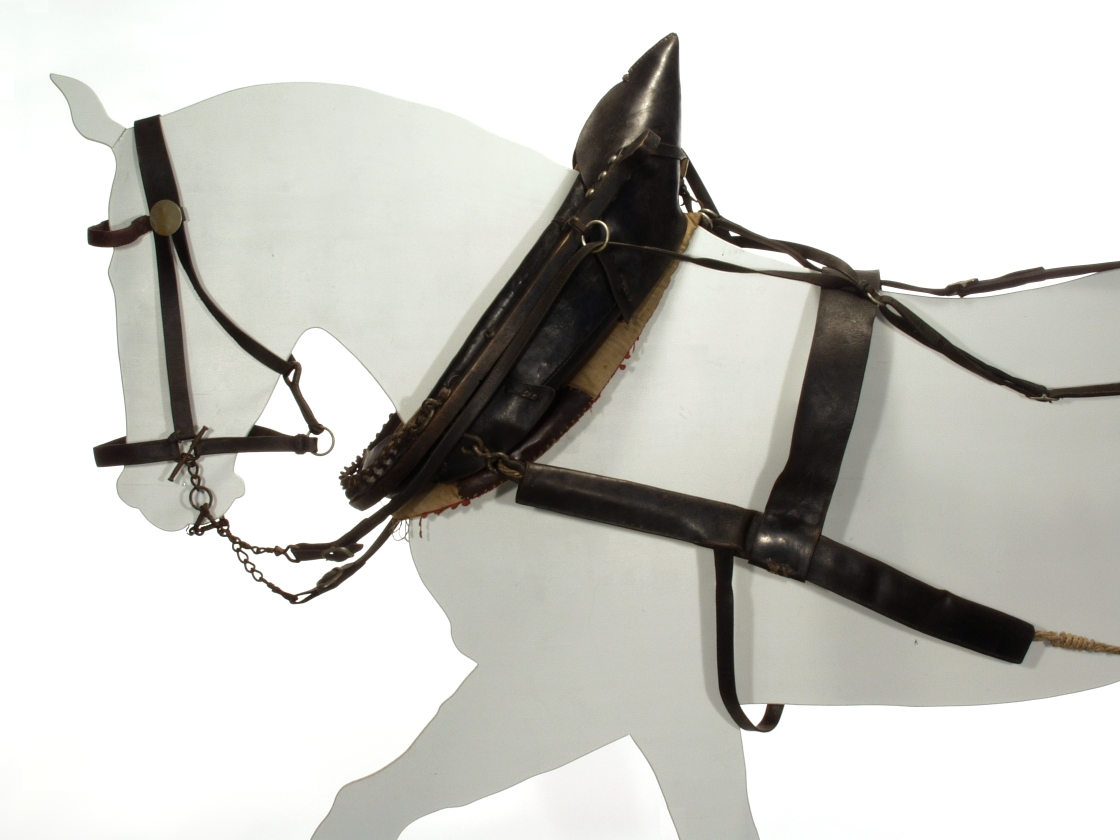
Postroj tažného koně s chomoutem a postraňky

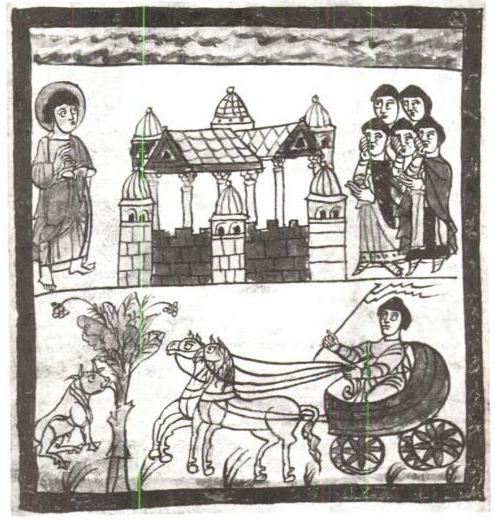
Nejstarší evropské vyobrazení chomoutu (kolem 800)

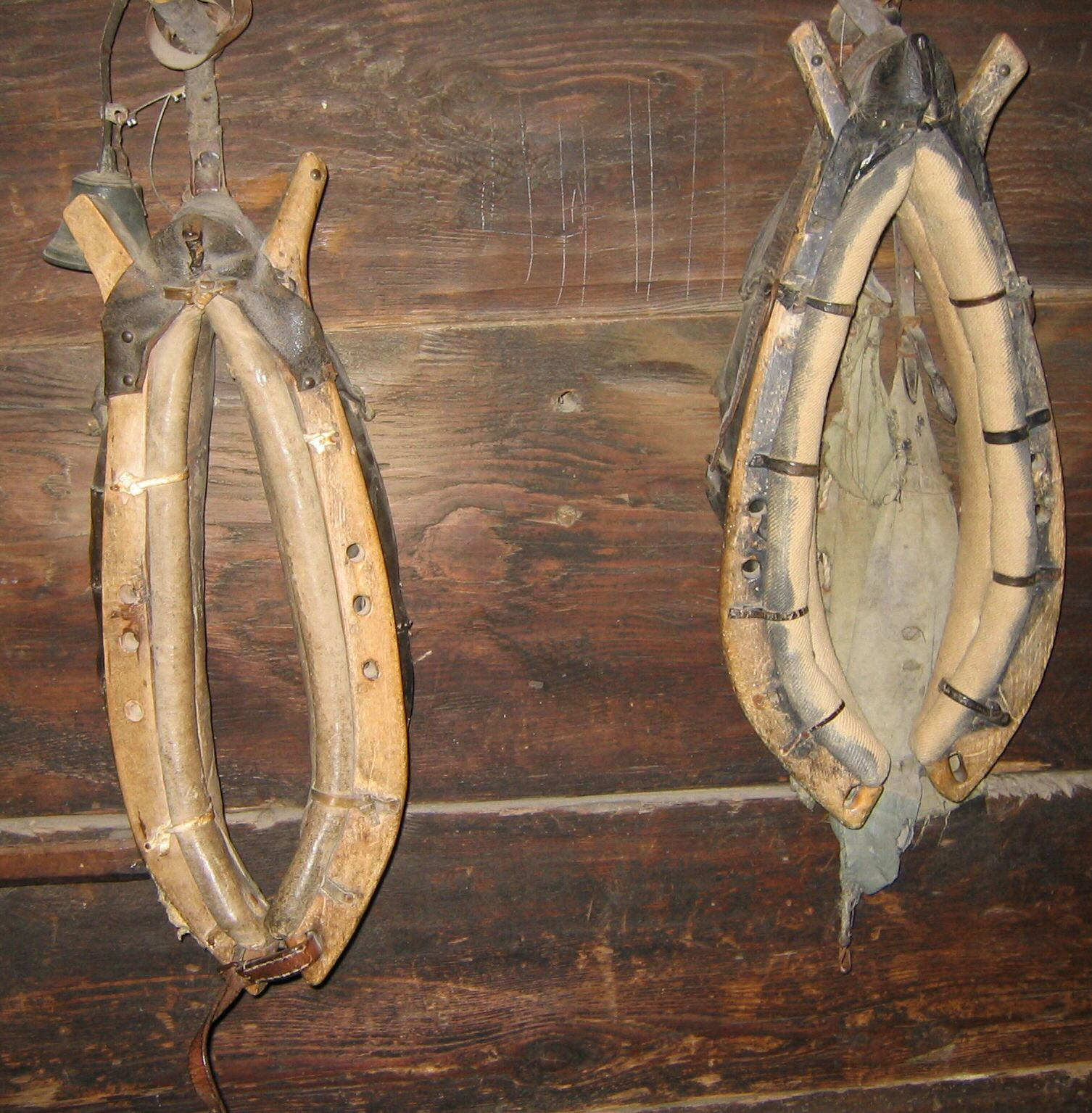
Dva chomouty s držadly

Chomout je část postroje tažných zvířat pro jejich zapřažení do pluhu, povozu nebo do kočáru. Chomout v porovnání s pouhým jařmem umožnil daleko lepší využití tažné síly zvířat a v Evropě – spolu s dalšími technickými novinkami – způsobil ve středověku revoluci v efektivitě obdělávání půdy.

## Popis
Chomout tvoří dva dřevěné nebo železné oblouky, spojené do oválného tvaru () a potažené kůží. Potah bývá vycpán koudelí nebo slámou, aby chomout zvíře netlačil. Koním se chomout navléká přes hlavu, což u hovězího dobytka není kvůli rohům možné. Oblouky chomoutu pro hovězí dobytek proto bývají spojeny jen nahoře, navlékají se na krk zvířete shora a dole svazují řemenem. Po stranách chomoutu jsou oka, na něž se připojuje oj nebo postranní tažné řemeny.

## Historie a význam
České slovo chomout (podobně jako německé Kumt nebo Kummet, polské chomąto a praslovanské chomǫtъ) pochází patrně z mongolského chomt, množné číslo chomut, takže do východní a střední Evropy přišel zřejmě z východu. Nejstarší doklady o chomoutech pocházejí ze severní Číny ze třetího století n. l. Do Evropy přišel v 9.–10. století, rozšířil se do 12. století a nahradil zde starší jho (jařmo). Protože zejména koně netlačil ani neškrtil jako některé dřívější postroje, mohli vyvinout až pětinásobně větší tažnou sílu a kůň také táhne o polovinu rychleji než vůl. Chomout tak umožnil podstatně hlubší orbu, což se projevilo na podstatném zvýšení zemědělských výnosů.

## Metaforické užití
Chomout – podobně jako starší jho a jařmo – znamená zapřažení do těžké práce, jehož se zvíře nemůže zbavit. Od slova jařmo pochází sloveso ujařmit a také jho se dnes užívá jako metafora poddanosti a zapřažení. Proto se chomout dnes nejčastěji vyskytuje při svatbě a navléká ženichovi na krk jako znamení ztracené svobody. Slovo se používá také jako nadávka pro hloupého, nešikovného člověka: „Ty jsi ale chomout!“